# Markus Ulram

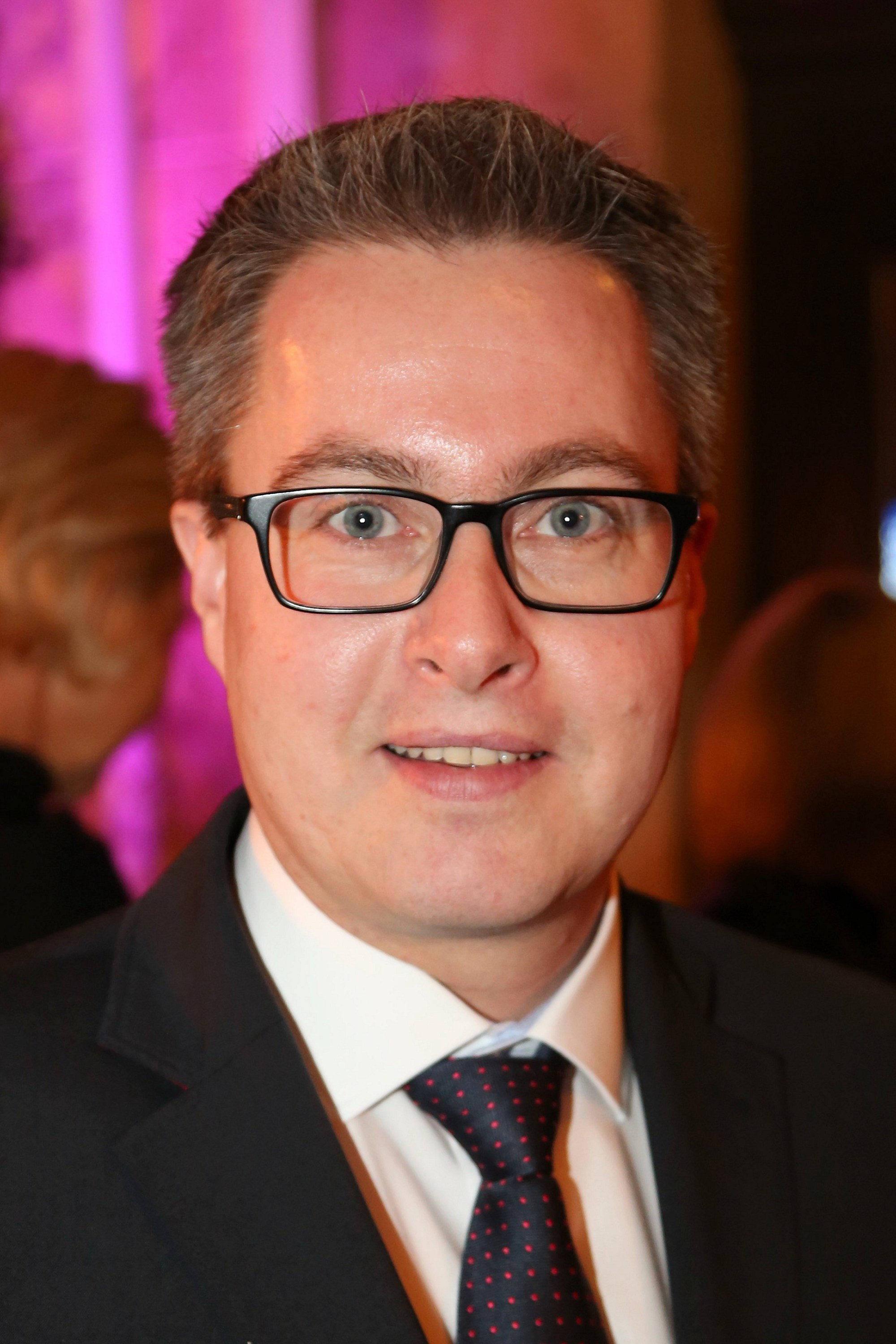
Markus Ulram (2017)

Markus Ulram (* 1980) ist ein österreichischer Politiker (ÖVP). Er ist seit 2011 Bürgermeister von Halbturn und seit 2015 Abgeordneter zum Burgenländischen Landtag, wo er 2020 ÖVP-Klubobmann wurde.

## Leben
Markus Ulram besuchte die Handelsschule und war als Polizist und später bis 2015 als ÖVP-Bezirksgeschäftsführer tätig.
Im Mai 2011 wurde er zum Bürgermeister der Gemeinde Halbturn gewählt, wo er seit 2002 Gemeinderat war. Die Wahl wurde notwendig weil der bisherige Amtsinhaber Peter Nachtnebel (ÖVP) Ende 2010 aus beruflichen Gründen zurückgetreten war. Die Geschäfte führte ab Jänner 2011 interimistisch der SPÖ-Vizebürgermeister Alfred Regner.
Am 9. Juli 2015 wurde er in der XXI. Gesetzgebungsperiode als Abgeordneter zum Burgenländischen Landtag angelobt, wo er als ÖVP-Bereichssprecher für Vereine, Wohnbau und den Rechnungshofausschuss fungiert und Mitglied im Umweltausschuss und im Landes-Rechnungshofausschuss ist.
Bei den Gemeinderatswahlen im Burgenland 2017 wurde er mit 69,02 Prozent der Stimmen als Bürgermeister wiedergewählt.
Nach der Landtagswahl 2020 folgte er Christian Sagartz als ÖVP-Klubobmann im Landtag nach. Im November 2020 wurde er als Nachfolger von Rudolf Strommer geschäftsführender ÖVP-Bezirksparteiobmann von Neusiedl am See, am Bezirksparteitag der ÖVP Bezirk Neusiedl wurde er im September 2021 zum ÖVP-Bezirksparteiobmann gewählt. Bei der Bürgermeisterwahl  im Oktober 2022 wurde er als Bürgermeister bestätigt. Für die Landtagswahl 2025 wurde er hinter Christian Sagartz und Carina Laschober-Luif auf Platz drei der ÖVP-Landesliste gereiht. Im April 2025 folgte ihm in der XXIII. Gesetzgebungsperiode Bernd Strobl als Klubobmann nach.
Im FC Landtag spielt er Fußball.